# Anaea rutilans
Anaea rutilans är en fjärilsart som beskrevs av Butler 1875. Anaea rutilans ingår i släktet Anaea och familjen praktfjärilar. Inga underarter finns listade i Catalogue of Life.